# Sebt
Sebt (în arabă السبت) este o comună din provincia Tiaret, Algeria.
Populația comunei este de 1.569 de locuitori (2008).